# Liste der Kulturgüter in Tresa
Die Liste der Kulturgüter in Tresa enthält alle Objekte in der Gemeinde Tresa im Kanton Tessin, die gemäss der Haager Konvention zum Schutz von Kulturgut bei bewaffneten Konflikten, dem Bundesgesetz vom 20. Juni 2014 über den Schutz der Kulturgüter bei bewaffneten Konflikten sowie der Verordnung vom 29. Oktober 2014 über den Schutz der Kulturgüter bei bewaffneten Konflikten unter Schutz stehen.
Objekte der Kategorie A sind im Gemeindegebiet nicht ausgewiesen, Objekte der Kategorie B sind vollständig in der Liste enthalten, Objekte der Kategorie C fehlen zurzeit (Stand: 1. Januar 2023).

## Kulturgüter
| Foto |                                                                                | Objekt                                                                                                  | Kat. | Typ | Standort                                                     | Beschreibung |
| ---- | ------------------------------------------------------------------------------ | --- | ---- | --- | ------------------------------------------------------------ | ------------ |
| ja   | Datei hochladen · Wikidata zu Oratorium San Bartolomeo (Q3667806)              | Oratorium San Bartolomeo / Oratorio di San Bartolomeo KGS-Nr.: 05438                                    | B    | G   | Croglio, Via alla Chiesa 708672 / 93931                      |              |
| ja   | Datei hochladen · Wikidata zu Haus Conti (Q29884207)                           | Casa Conti KGS-Nr.: 05439                                                                               | B    | G   | Croglio, Via Croglio 6 708670 / 93988                        |              |
| ja   | Datei hochladen · Wikidata zu Pfarrkirche San Nazzaro a Castelrotto (Q3671392) | Pfarrkirche San Nazzaro a Castelrotto / Chiesa parrocchiale di San Nazzaro a Castelrotto KGS-Nr.: 05440 | B    | G   | Croglio, Via alla Chiesa 708340 / 94377                      |              |
| BW   | Datei hochladen · Wikidata zu (Q29884555)                                      | Oratorium Santa Maria a Ramello / Oratorio di Santa Maria a Ramello KGS-Nr.: 05622                      | B    | G   | Monteggio, Via Boscioro 707162 / 94294                       |              |
| ja   | Datei hochladen · Wikidata zu Propsteikirche San Martino (Q29889962)           | Propsteikirche San Martino / Chiesa prepositurale di San Martino KGS-Nr.: 05732                         | B    | G   | Sessa, Via San Martino 3 706931 / 94999                      |              |
| BW   | Datei hochladen · Wikidata zu Sant’Orsola Kirche (Q3672873)                    | Kirche Sant’Orsola / Chiesa di Sant’Orsola KGS-Nr.: 05733                                               | B    | G   | Sessa, Contrada Monsignor Celestino Trezzin 7 706934 / 95094 |              |